# B. C. Rich Warlock

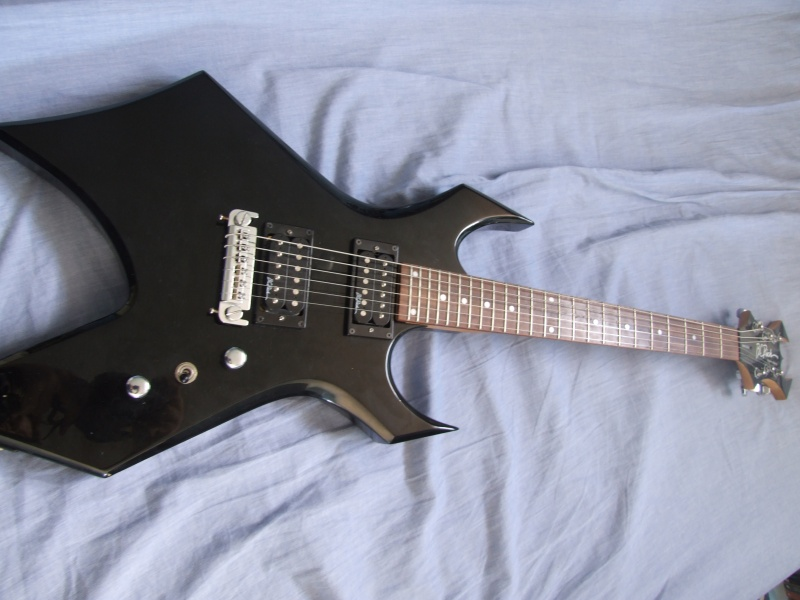
B. C. Rich Warlock

Die B. C. Rich Warlock, kurz Warlock, ist ein 1981 erstmals vorgestelltes E-Gitarren-Modell des US-amerikanischen Musikinstrumentenherstellers B. C. Rich.
Der auffällige Korpus des Gitarrenmodells ist im Umriss größtenteils eckig geformt, mit mehreren spitz zulaufenden Ausläufern. Die Warlock ist mit zwei doppelspuligen Tonabnehmern in Humbucker-Bauweise bestückt und besitzt einen Hals mit meist 24-bündigem Griffbrett und mit einer für B.-C.-Rich-Gitarrenmodelle charakteristisch geformten Kopfplatte. Weil deren Silhouette häufig die Assoziation von Spinnentieren der Gattung Echte Witwen weckt, trägt sie die Bezeichnung Widow (engl. für „Witwe“). 
Beliebt ist die Warlock vor allem bei Rockmusik-Gitarristen im Heavy-Metal-Bereich. Der Gitarrist Kerry King von der Metal-Band Slayer hat in Zusammenarbeit mit B. C. Rich mehrere Warlock-Gitarren entworfen. Auch die Gitarristen Max Cavalera (Sepultura), Blackie Lawless (W.A.S.P.) und Mick Thomson (Slipknot) spielen eine Warlock.